# Ledde
Karl-Erik "Ledde" Lundberg, född  8 januari 1926 i Lund, Malmöhus län, död  24 oktober 1992 i Sankt Peters klosters församling, Lund, Malmöhus län,
, var en svensk målare bosatt och verksam i Lund.
Ledde växte upp på Prennegatan i Lund och utbildade sig till typograf. Under sex år provade han på tryckeriarbetet, innan han övergick till att måla tavlor med gator i Lund som motiv. Ledde målade hundratals tavlor under sin aktiva period på 40- 50- och 60-talet, många med motiv från Grynmalaregatan, men också Nöden och Kulturkvadranten (särskilt Adelgatan), och väggmålningen på Täppan (Södra Esplanadens konditori). Leddes tavlor hänger i åtskilliga Lundahem. Ledde var också fotbollsspelare och var med och bildade vad som skulle bli Lunds FF.
Berättelserna om Ledde är många. Han titulerade sig "levnadskonstnär" vilket stod på hans dörr. Han tackade nej till en betald konstnärsutbildning i Paris med motiveringen - Vad ska jag i Paris att göra? Han var välkänd i staden med sin speciella "Leddemössa" och mer än en gång fick polisen leda hem honom när han ställt till det för sig och Lundatrafiken. Ledde tyckte inte om bilar och det hände att han stoppade trafiken. Polisen tyckte inte heller om när han köpte p-biljett och lade sig på en p-plats och sade sig vara en liten Fiat. 
Galleristen och Lundabon Göran Thulin ordnade 2007 en uppmärksammad utställning med Leddes tavlor.
Ledde var förebilden till artisten i Per Wahlöös debutroman Himmelsgeten.